# Nicolò Garaventa
Nicolò Garaventa (Uscio, 23 marzo 1848 – Masone, 4 settembre 1917) è stato un insegnante italiano.

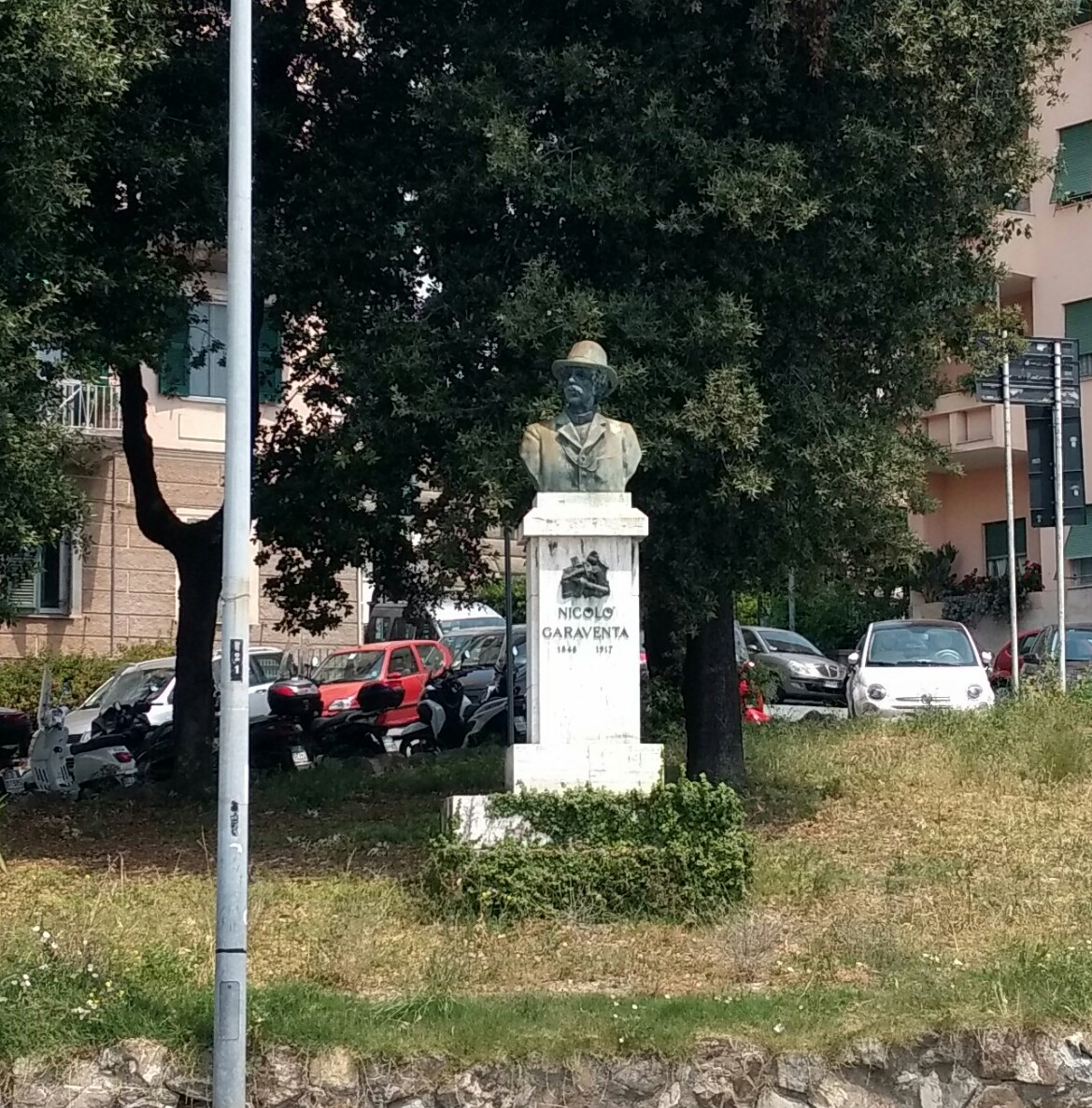

Docente di matematica presso il Liceo ginnasio Andrea D'Oria di Genova, educatore e filantropo, costituì la Scuola officina di redenzione sul mare, un istituto di recupero per giovani difficili allestito su una nave-scuola, sorta di collegio galleggiante. La nave-scuola - per antonomasia: la Garaventa - ospitò durante la sua attività centinaia di Garaventini; fu attiva dal 1883 al 1977.
Ai suoi inizi, la scuola fu oggetto di accese polemiche sulla sua validità educativa, per poi essere con il tempo riabilitata e riconosciuta.
Luigi Arnaldo Vassallo, noto giornalista dell'epoca che firmava con lo pseudonimo di Gandolin, scrisse di Garaventa:

## La nave-scuola Garaventa
Garaventa ebbe a cuore la situazione di tanti giovani sventurati e decise così, abbandonato l'insegnamento, di mettere al loro servizio la sua esperienza e il suo impegno. Raccolti i primi reietti con lo scopo di allontanarli dal degrado sociale in cui vivevano, li condusse sulla spianata dell'Acquasola e, parlando loro in dialetto genovese per farsi comprendere con più facilità, offrì loro l'opportunità di redimersi iscrivendosi alla scuola che da tempo aveva in mente di costruire.
Si calcola che i giovani educati a bordo della nave-scuola istituita da Garaventa siano stati oltre dodicimila. Molti di loro aderiscono ad un'associazione di ex allievi patrocinata dall'amministrazione provinciale di Genova e della quale fanno parte anche Carlo Peirano, erede di Domingo Garaventa (figlio di Nicolò, morto nel 1943), comandante e padre spirituale della nave, ed Emilia Garaventa, pronipote del filantropo.
La nave-scuola Garaventa - su cui è stato pubblicato un libro che ne descrive minuziosamente le fasi storiche, i principi informatori e gli scopi didattici - è stata esempio per le navi asilo, in Italia particolarmente a Bari, Napoli, Cagliari e Venezia; all'estero, per molte iniziative analoghe in Cile, Brasile, Inghilterra, Paesi Bassi e Ucraina.
Curiosità: 
1) cappellano della nave è stato a suo tempo anche un giovane Andrea Gallo, sacerdote  contro-corrente impegnato nel settore del volontariato e responsabile della comunità di recupero dalle tossicodipendenze di San Benedetto al Porto. 2) Nell'aprile 1974, a undici anni viene rinchiuso sulla nave scuola uno dei più famosi ladri italiani di tutti i tempi Renato Rinino.

(Nell'immagine: la banda musicale della "Garaventa")
Nacque così il 1º dicembre 1883 la Scuola-officina per discoli, basata sui principi della vita di mare e all'insegna della moralità e religiosità. Da quel momento, Garaventa iniziò la ricerca di tutti i giovani sbandati inferiori ai 16 anni, pregiudicati o in procinto di divenirlo. Il suo motto era: "Prevenire e redimere".

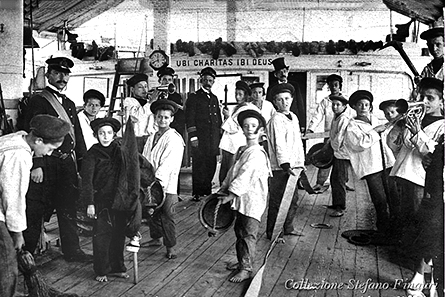
Giovani marinaretti della "Garaventa" si addestrano

Febbraio 1934. Una fase di formazione sulla nave scuola all'interno del porto di Genova. Sullo sfondo la Lanterna.

Garaventa aveva visto che una vecchia nave della marina di guerra riposava in deposito e, ottenutane la donazione da parte della Regia Marina, vi impiantò la scuola di redenzione sociale che da tempo progettava.
Nel 1892, in occasione dell'Esposizione Colombiana i giovani marinai diventarono padroni di una nave a vela. Si contavano più di centosettantotto giovani restituiti alla vita sociale, mentre alla morte del fondatore erano saliti a circa un migliaio.
Alla morte di Garaventa, la direzione della scuola passò ai figli, Domingo e Giovanni, già precedenti collaboratori, che portarono avanti la tradizione fino al 9 febbraio del 1941 quando, in seguito al bombardamento navale di Genova, lo scafo affondò e gli allievi vennero ospitati presso i collegi della città.
L'attività della Garaventa fu sospesa nel periodo bellico in conseguenza all'affondamento subìto nel febbraio 1941. Nel dopoguerra, grazie all'opera di un apposito comitato di ricostruzione, la Marina militare concesse l'ex posamine Crotone cosicché già nel 1951 l'opera di addestramento dei giovani poté riprendere sotto il comando di Carlo Peirano, che dal 1939 ricopriva la carica di vice-comandante.
Dopo essere stata dichiarata ente morale nel 1959, l'istituzione proseguì con la sua nave l'attività fino al 1975 per essere poi definitivamente chiusa, dopo un breve commissariamento, due anni dopo. Una parte del personale impiegato e l'impegno del recupero dei minori a rischio passarono all'Istituto Davide Chiossone e alle allora nascenti comunità-alloggio e case-famiglia gestite da gruppi di volontariato.
Alla storia della Garaventa è dedicata una sezione del museo multimediale allestito all'interno della Lanterna di Genova.
Un busto in bronzo a lui dedicato si trova a Genova in corso Aurelio Saffi all'angolo con via Rivoli.
Nicolò Garaventa è sepolto nel Cimitero monumentale di Staglieno.